# Oratorio di San Venanzio
L'oratorio di San Venanzio è un luogo di culto cattolico dalle forme barocche situato in località Foppiano a Carniglia, frazione di Bedonia, in provincia di Parma e diocesi di Piacenza-Bobbio; è sussidiario della parrocchiale di Santa Giustina di Carniglia e fa parte del vicariato della Val Taro e Val Ceno.

## Storia
Il piccolo oratorio fu edificato nel 1727 per volere dei nobili Filiberti.
Nel XIX secolo il campanile, collocato sulla casa padronale della famiglia, fu demolito per volere del vescovo di Piacenza e la campana fu collocata sulla facciata del luogo di culto.
Nel 1925 l'oratorio fu sottoposto a lavori di restauro.
Nel 1989 il luogo di culto fu restaurato interamente.

## Descrizione

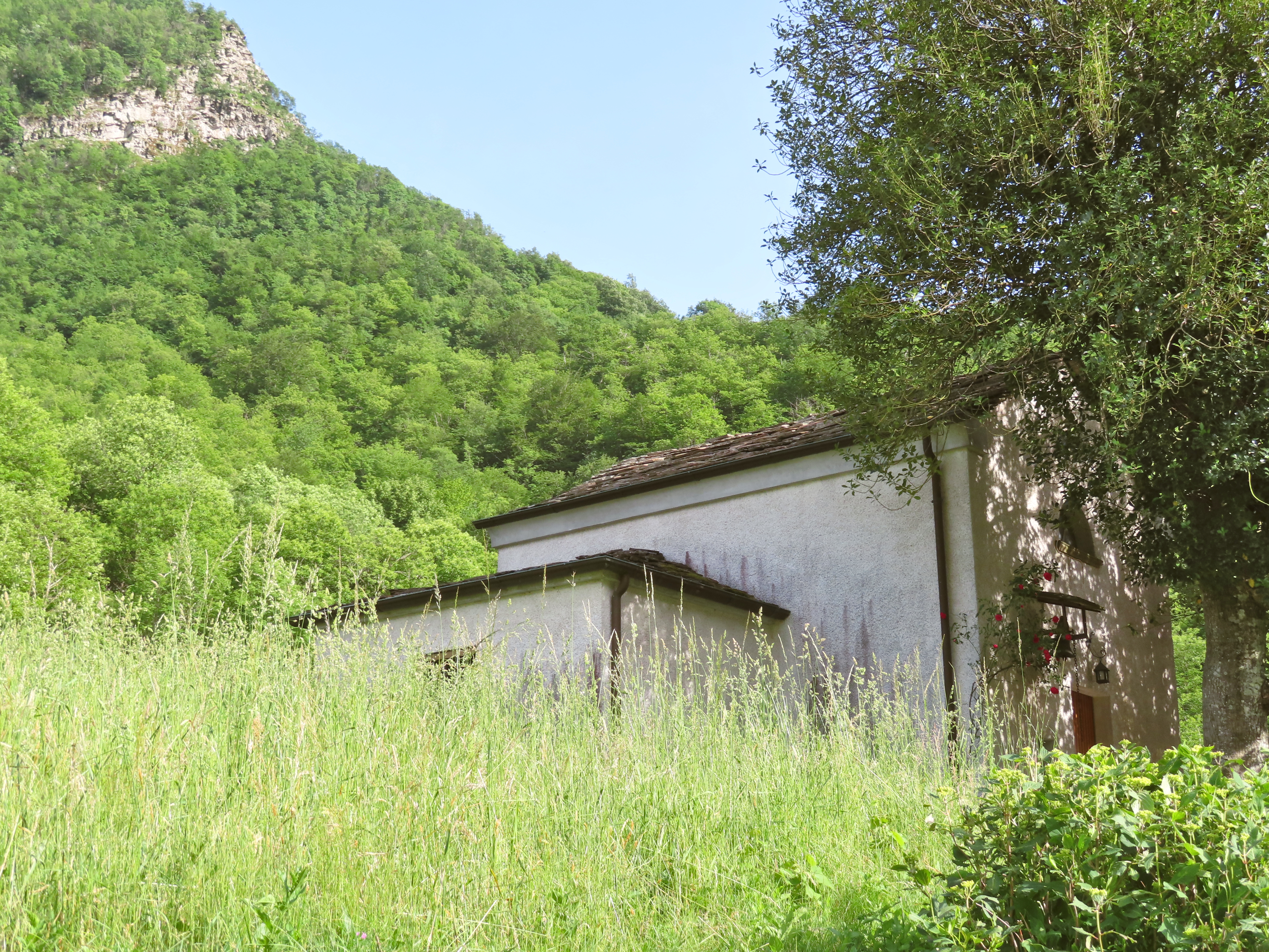
Facciata e lato nord

Il piccolo oratorio si sviluppa su un impianto a navata unica, con ingresso a ovest e presbiterio a est.
La semplice e simmetrica facciata a capanna, interamente intonacata, è preceduta da una scalinata in pietra; al centro è collocato il portale d'ingresso, privo di cornice, affiancato da due piccole finestre rettangolari; sulla sinistra è appesa una campana; più in alto si apre nel mezzo una finestra a lunetta.
Dal fianco sinistro aggetta il volume della sagrestia, mentre il lato opposto presenta sul fondo un'apertura rettangolare strombata in sommità.
All'interno la navata è coperta da una volta a botte, impostata su un doppio cornicione perimetrale in aggetto.
Il piccolo presbiterio, chiuso superiormente da una volta a botte lunettata in continuità con l'aula, presenta sui fianchi due nicchie ad arco a tutto sesto, al cui interno sono collocate le statue del Santo Cuore e san Luigi a destra e Sant'Antonio da Padova a sinistra; al centro si erge su un pilastro a tronco di cono l'altare maggiore a mensa in pietra. Sul fondo una nicchia ad arco a tutto sesto, contenente la statua di San Venanzio, spezza il cornicione perimetrale; sui bordi è dipinta una cornice, mentre inferiormente compare, all'interno di un fregio barocco, l'iscrizione: LAURENTIUS FILIBERTUS/RECTOR VILLAE CASALISI ORIUNDUS HUIUS LOCI/HOC ORATORIUM/FECIT AEDIFICARE IN HONORE S. VENANTII/1727/1925/1989.